# Silvester Frey
Silvester Frey (geboren als Emil Eppenstein; * 29. Oktober 1851 in Alt-Rüdnitz, Neumark, Provinz Brandenburg; † 1919) war ein deutscher Publizist.

## Leben und Wirken
Emil Eppenstein studierte Sprache und Literatur in Berlin. 1878 begründete er unter dem Pseudonym Silvester Frey die Literaturzeitschrift Mehr Licht!, in der Schriftsteller wie Carl Bleibtreu und Julius Hart publizierten. In den ersten Ausgaben wurde erstmals das Fragment Wozzeck (Woyzeck) von Georg Büchner vollständig abgedruckt. In dem dazugehörenden Verlag Silvester Frey verlegte er mehrere belletristische Werke. 1879 gab er die Leitung der Zeitschrift ab.
1884 lebte Silvester Frey in Wien, 1888 wieder in Berlin.
1891 war er Aufsichtsratsmitglied der neuen Deutschen Schriftsteller-Genossenschaft, gab dieses aber bald wieder auf.
Über sein weiteres Leben gibt es keine sicheren Informationen.

## Publikationen
Silvester Frey schrieb für verschiedene Literatur- und Kunstzeitschriften, wie Mehr Licht! (1878), Über Land und Meer (1880), Ost und West (zwischen 1886 und 1889), Salon für Literatur und Kunst.
1894 veröffentlichte er den Novellenband Hüben und Drüben.
Es ist unsicher, ob er mit dem Silvester Frey identisch ist, der später für die Zeitschrift Tierbörse in Berlin schrieb und drei Bücher  veröffentlichte
- Das Buch von den Hunden, 1908, Neuauflage 1911
- Der Dobermannpinscher, um 1911
- Der Polizeihund, 1912